# پایرباخ
پایرباخ (به آلمانی: Payerbach) یک منطقهٔ مسکونی در اتریش است که در ناحیه نوین‌کیرشن واقع شده‌است. پایرباخ ۲٬۳۵۷ نفر جمعیت دارد.